# Matthias Ettrich
Matthias Ettrich (nascut el 14 de juny de 1972 a Bietigheim, Baden-Württemberg, és un enginyer informàtic que va fundar el projecte KDE el 1996, quan va proposar a Usenet un "escriptori lliure, consistent i bonic" per UNIX usant les Qt.
Ettrich també va fundar i va tirar endavant el projecte LyX el 1995, que era inicialment el seu projecte de la Universitat. LyX és un frontend gràfic per LaTeX. Des que la plataforma principal de LyX era Linux, va començar a explorar diverses maneres de millorar la interfície gràfica, la qual cosa el va portar a liderar el projecte KDE.
Ettrich va estudiar Informàtica a l'Institut d'Informàtica Wilhelm Schickard i a la Universitat Eberhard Karls a Tübingen. Actualment viu a Berlín, Alemanya.
Treballa per Trolltech com a Director de Desenvolupament de Programari, amb la responsabilitat de les Qt i el seu equip de desenvolupament.

## Premis i reconeixements
El 2009, Ettrich va ser condecorat amb la Creu Federal del Mèrit d'Alemanya, per la seva contribució al programari lliure.